# 铁背虬王
铁背虬王，是中国传说的妖怪，记载于《说岳全传》，是第三子逃入黄河修行得道，变做个白衣秀士。被大鵬金翅明王刺瞎左眼，铁背虬王为报前仇纵水淹湯。在铁背虬王刚变成白衣秀士时，聚集了些虾兵蟹将，在山崖前排阵玩耍，恰遇大鹏飞到。大鹏双神眼认得是个妖。后大鹏投胎成岳飞，虬龙投胎秦氏，即为秦桧，故秦桧后来之陷害岳飞，也是报大鹏啄眼之仇。